# Août 1950

## Évènements
- 5 - 12 aout : le 35e congrès mondial d’espéranto a lieu à Paris.
- 7 août : le Canada joint les forces des Nations unies pour combattre dans la guerre de Corée.
- 11 août : Léopold III, roi des Belges, transfère ses prérogatives à son fils, Baudouin, qui reçoit le titre de prince royal. Au moment où celui-ci prête le serment constitutionnel, un cri s'élève des bancs de la Chambre « Vive la République ! » attribué à Julien Lahaut qui l'assuma.
- 12 août : encyclique Humani Generis du pape Pie XII. Elle freine la recherche biblique, condamne le modernisme et réduit au silence des théologiens novateurs. Critique du darwinisme.
- 15 août :
  - Soekarno, face aux tentatives sécessionnistes appuyées par les Néerlandais à l’ouest de Java et à Aceh, à Célèbes et dans les Moluques, rétablit un État unitaire en Indonésie.
  - Le séisme de 1950 en Assam et au Tibet de magnitude 8,7 fait 1 530 victimes en Assam en Inde[1] 3 300 au Tibet.
- 17 août : Massacre de la colline 303 en Corée du Sud, 41 prisonniers de guerre américains sont abattus par l'Armée populaire de Corée.
- 18 août (Belgique) : assassinat de Julien Lahaut à son domicile de Seraing.

## Naissances
- août : Mamady Keïta, musicien percussionniste guinéen († 21 juin 2021).
- 1er août : Addai II de Bagdad, Catholicos-Patriarche de l'Ancienne Église de l'Orient († 11 février 2022).
- 3 août :
  - John Landis réalisateur, acteur, producteur et scénariste américain.
  - Ernesto Samper Pizano, président de la République de Colombie de 1994 à 1998.
  - Docteur TRILLAT MM. GROSLEVIN, VITALIS, MARCEAU, CARREL, DAURENSAN et MAILLET créent l’Olympique de Lyon et du Rhône[2].
- 4 août : Danny Williams, premier ministre de Terre-Neuve-et-Labrador.
- 6 août : Winston E. Scott, astronaute américain.
- 8 août : 
  - Martine Aubry, femme politique française, ancien ministre, Maire de Lille.
  - Mutulu Shakur, homme politique américain († 6 juillet 2023).
- 9 août :
  - Anémone, actrice française († 30 avril 2019).
  - Nicole Tourneur, femme de lettres française.
  - Seyni Oumarou, personnalité politique nigérien.
- 11 août : Steve Wozniak, cocréateur d'Apple.
- 13 août : Mariz Kemal, poétesse et écrivaine russe.
- 15 août : SAR La princesse Anne, princesse royale du Royaume-Uni.
- 16 août : Stockwell Day, ancien chef de l'Alliance canadienne.
- 21 août : Patrick Juvet, chanteur suisse († 1er avril 2021).
- 23 août : Bah N'Daw, militaire à la retraite et homme politique malien, président du mali de 2020 a 2021.
- 24 août : Marc Aaronson, astronome américain.
- 25 août : Eloy Cavazos, matador mexicain.
- 31 août : Anne McLellan, vice-première ministre du Canada.

## Décès
- 2 août : Pierre-François Casgrain, homme politique fédéral provenant du Québec.
- 4 août : Georges-Émile Lebacq, peintre belge (° 26 septembre 1876).

- 12 août : Ada Hayden, botaniste, éducatrice et conservatrice américaine  (° 14 août 1884)
- 18 août :
  - Julien Lahaut, homme politique belge (° 6 septembre 1884).
  - Kurt Von Jesser, général allemand
- 26 août : Cesare Pavese, écrivain italien (° 9 septembre 1908).